# Gobierno Schweitzer
El gobierno de Alexander Schweitzer ejerce el poder ejecutivo de Renania-Palatinado, a partir del 10 de julio de 2024. Encabezado por el político Alexander Schweitzer, el gobierno está integrado por el Partido Socialdemócrata de Alemania (SPD), Alianza 90/Los Verdes (B'90/Grüne) y el Partido Democrático Libre (FDP).

## Mandato
Este gobierno está dirigido por el ministro presidente socialdemócrata Alexander Schweitzer. Está formado y apoyado por una coalición entre el Partido Socialdemócrata de Alemania (SPD), Alianza 90/Los Verdes (B'90/Grüne) y el Partido Democrático Libre (FDP). Juntos tienen 54 diputados de 101 de los escaños en el Parlamento Regional de Renania-Palatinado.
Por lo tanto, sucede al Tercer Gobierno Dreyer, formado por el SPD, la B'90/Grüne y el FDP.

## Gabinete ministerial
Partido Socialdemócrata de Alemania     Alianza 90/Los Verdes     Partido Democrático Libre

### Ministro Presidente de Renania-Palatinado
| Fotografía | Ministro Presidente  | Período             | Período     | Partido | Partido |
| Fotografía | Ministro Presidente  | Inicio              | Fin         | Partido | Partido |
| ---------- | -------------------- | ------------------- | ----------- | ------- | ------- |
|            | Alexander Schweitzer | 10 de julio de 2024 | En el cargo |         |         |

### Ministros
| Ministerio                                                 | Fotografía | Titular         | Período               | Período               | Partido | Partido |
| Ministerio                                                 | Fotografía | Titular         | Inicio                | Fin                   | Partido | Partido |
| ---------------------------------------------------------- | ---------- | --------------- | --------------------- | --------------------- | ------- | ------- |
| Ciencia y Salud                                            |            | Clemens Hoch    | 10 de julio de 2024   | En el cargo           |         |         |
| Economía, Transportes, Agricultura y Viticultura           |            | Daniela Schmitt | 10 de julio de 2024   | En el cargo           |         |         |
| Educación                                                  |            | Stefanie Hubig  | 10 de julio de 2024   | 6 de mayo de 2025     |         |         |
| Educación                                                  |            | Sven Teuber     | 6 de mayo de 2025     | En el cargo           |         |         |
| Familia, Mujer, Cultura e Integración                      |            | Katharina Binz  | 10 de julio de 2024   | En el cargo           |         |         |
| Hacienda                                                   |            | Doris Ahnen     | 10 de julio de 2024   | En el cargo           |         |         |
| Interior y Deportes                                        |            | Michael Ebling  | 10 de julio de 2024   | En el cargo           |         |         |
| Justicia                                                   |            | Herbert Mertin  | 10 de julio de 2024   | 21 de febrero de 2025 |         |         |
| Justicia                                                   |            | Matthias Frey   | 21 de febrero de 2025 | 2 de abril de 2025    |         |         |
| Justicia                                                   |            | Philipp Fernis  | 2 de abril de 2025    | En el cargo           |         |         |
| Protección del Clima, Medio Ambiente, Energía y Movilidad  |            | Katrin Eder     | 10 de julio de 2024   | En el cargo           |         |         |
| Trabajo, Asuntos Sociales, Transformación y Digitalización |            | Dörte Schall    | 10 de julio de 2024   | En el cargo           |         |         |